# هولی والانس
هولی والانس (به انگلیسی: Holly Valance) (زاده ۱۱ مه ۱۹۸۳) بازیگر و خواننده استرالیایی است.
والانس از سال ۱۹۹۹ تا ۲۰۰۲ در کاراکتر «فلیسیتی اسکالی» در سریال همسایه‌ها به ایفای نقش پرداخت.
در زمینه موسیقی پس از ارائه تک‌آهنگ بوسه بوسه (به انگلیسی: kiss kiss) اولین آلبوم خود به نام «جای پا» (به انگلیسی: Footprints) را ارائه کرد. والانس فارغ‌التحصیل دبیرستان کاتولیک «کالج ستارگان دریا» است